# 刘集镇 (大悟县)
刘集镇，是中华人民共和国湖北省孝感市大悟县下辖的一个乡镇级行政单位。

## 行政区划
刘集镇下辖以下地区：
刘集街道社区、金河村、金鼓村、大顶村、会岗村、铁寨村、合山村、店岗村、刘集村、兰冲村、马岗村、沙河村、汪寺村、长冲村、建设村和刘棚村。